# 이항직
이항직(李恒稙, 1882년 음력 4월 10일~1960년 양력 7월 18일)은 대한제국의 군인 출신으로 일제강점기에 조선총독부 중추원 참의를 지냈다.

## 생애
본관은 한산이며 노론 가문 출신이다. 1900년 대 초에 대한제국 육군무관학교를 졸업한 무관이었다. 평안북도와 황해도 관찰부의 주사직을 거쳐서 1904년부터 1907년까지 대한제국 육군 참위로 근무했다. 한일 병합 조약 체결 직전인 1909년에는 학부 비서관과 학부대신 비서과장에 차례로 올랐다.
한일 병합 이듬해인 1911년에 중추원 부찬의로 임명되었다. 이 무렵 병합 기념으로 받은 은사공채를 현금으로 교환해달라고 요구하며 이항직 외 12인이 청원서를 제출했다는 기록이 있다.
중추원 부찬의로 10년간 근무한 뒤 1921년 중추원이 개편될 때 참의가 되어 1933년까지 재직했다. 중추원에서 재직한 총 기간은 약 22년이다. 이 기간 중 1912년에 일본 정부로부터 한국병합기념장을 수여받았으며, 1928년 쇼와기념대례장도 받았다. 1924년 다이쇼 천황의 생일에 열린 천장절 기념 행사에 초대받기도 했다.
사립학교인 경기도 김포의 금릉학교와 평안남도의 광성학교 교사를 지낸 바 있고, 기호학교 학감과 화동학교 교장도 역임했다. 이 가운데 기호흥학회가 설립한 기호학교는 서울 중앙고등학교의 전신이다. 무관 출신인 이항직은 체조 교사를 맡았다. 김구의 《백범일지》에 따르면 1905년 을사조약 체결 후 이에 반발하는 인물들이 상동교회에 모여 도끼 상소를 발의한 일이 있는데, 이항직은 이 회의 참석자 중 한 명이었다.
2002년 발표된 친일파 708인 명단과 2008년 공개된 민족문제연구소의 친일인명사전 수록예정자 명단에 모두 수록되었다. 2007년 대한민국 친일반민족행위진상규명위원회가 발표한 친일반민족행위 195인 명단에도 포함되었다.

## 같이 보기
- 조선총독부 중추원

## 참고자료
- 친일반민족행위진상규명위원회 (2007년 12월). 〈이항직〉 (PDF). 《2007년도 조사보고서 II - 친일반민족행위결정이유서》. 서울. 777~782쪽쪽. 발간등록번호 11-1560010-0000002-10. [깨진 링크(과거 내용 찾기)]
- 이항직(李恒稙) - 국사편찬위원회